# Casa Tomàs Pujol
La Casa Tomàs Pujol és una obra modernista de Berga protegida com a Bé Cultural d'Interès Local.

## Descripció
Casa entre mitgeres estructurada en planta baixa i tres pisos superiors. El parament de maó i pedra deixat a la vista. Als baixos destaca un gran arc de mig punt que emmarca l'entrada allindada de pedra. Als dos pisos superiors hi ha dues obertures allindanades amb un balcó corregut de ferro forjat amb motius ondulants respectivament. Al tercer pis hi ha tres arcs de mig punt amb baranes de ferro com les anteriors. Remata l'edifici un petit ràfec.